# Damernas terränglopp i mountainbike vid olympiska sommarspelen 2000
Damernas terränglopp i mountainbike vid olympiska sommarspelen 2000 ägde rum den 23 september 2000 i Fairfield City Farm.
Mountainbike-loppet är en masstart. Endast ett lopp hålls varefter den som kommer först i mål vinner. Cyklister som blir varvade på banan avslutar det varv de befinner sig på, därefter avbryter de tävlingen.

## Medaljörer
| Event                | Guld                | Silver                  | Brons                     |
| Damernas terränglopp | Paola Pezzo Italien | Barbara Blatter Schweiz | Margarita Fullana Spanien |

## Resultat
| Placering | Cyklist                | Land           | Tid      |
| --------- | ---------------------- | -------------- | -------- |
| 1         | Paola Pezzo            | Italien        | 01:49:24 |
| 2         | Barbara Blatter        | Schweiz        | + 0.27   |
| 3         | Margarita Fullana      | Spanien        | + 0.35   |
| 4         | Alla Epifanova         | Ryssland       | + 1.21   |
| 5         | Alison Sydor           | Kanada         | + 2.55   |
| 6         | Mary Grigson           | Australien     | + 3.58   |
| 7         | Alison Dunlap          | USA            | + 4.28   |
| 8         | Chrissy Redden         | Kanada         | + 4.42   |
| 9         | Sabine Spitz           | Tyskland       | + 5.22   |
| 10        | Ruthie Matthes         | USA            | + 5.51   |
| 11        | Chantal Daucourt       | Schweiz        | + 7.25   |
| 12        | Caroline Alexander     | Storbritannien | + 7.26   |
| 13        | Hedda Zu Putlitz       | Tyskland       | + 8.55   |
| 14        | Silvia Rovira          | Spanien        | + 9.35   |
| 15        | Louise Robinson        | Storbritannien | + 9.58   |
| 16        | Ann Trombley           | USA            | + 10.18  |
| 17        | Corine Dorland         | Nederländerna  | + 10.34  |
| 18        | Laurence Leboucher     | Frankrike      | + 11.14  |
| 19        | Lesley Tomlinson       | Kanada         | + 11.19  |
| 20        | Jimena Florit          | Argentina      | + 11.24  |
| 21        | Anna Baylis            | Australien     | + 11.29  |
| 22        | Ragnhild Kostøl        | Norge          | + 12.26  |
| 23        | Sophie Villeneuve      | Frankrike      | + 13.07  |
| 24        | Flor Marina Delgadillo | Colombia       | + 13.52  |
| 25        | Erica Lynn Green       | Sydafrika      | + 14.08  |
| 26        | Hiroko Nambu           | Japan          | + 16.49  |
| 27        | Alexandra Ka-Wah Yeung | Hongkong       | + 22.05  |
| 28        | Yanping Ma             | Kina           | + 1 lap  |
| 29        | Tarja Owens            | Irland         | + 1 lap  |
| —         | Susy Pryde             | Nya Zeeland    | DNF      |